# Jozef Van Bever
Jozef „Jef“ Van Bever, auch Joseph Van Bever,  (* 2. Juni 1889 in Brüssel; † 20. November 1954) war ein belgischer Bahnradsportler.
Jozef Van Bever begann im Alter von 13 Jahren mit dem Radsport. Er war Profi-Radrennfahrer von 1908 bis 1925. In diesen Jahren wurde er dreimal belgischer Meister im Sprint, letztmals 1920. Viermal wurde er Vizemeister. Er startete auch bei Sechstagerennen; 1915 gewann er in seiner Heimatstadt, gemeinsam mit Cyrille Van Hauwaert.
Dieses Sechstagerennen fand auf der offenen Karreveld-Radrennbahn statt, wegen des Krieges wurde nicht rund um die Uhr gefahren, sondern nur von 14 bis 18 Uhr, bis die Dunkelheit einbrach. Am vierten Tag sprang sein Brüsseler Erzrivale Emile Aerts, der im Gespann mit seinem Bruder  François fuhr, auf die Bahn und stieß Van Bever um. Dieser erlitt einen Schlüsselbeinbruch und musste ins Krankenhaus eingeliefert werden. Van Bever und Van Hauwaert wurden neutralisiert, Van Bever ging am nächsten Tag wieder an der Start, und das Duo gewann. Die Brüder Aerts traten nicht wieder an. Es ist nicht bekannt, ob sie das freiwillig taten.